# Maerten Thijssen
Maerten Thijssen (gestorven: Göteborg, 21 maart 1657) was een Nederlandse admiraal die in Zweedse dienst kwam en werd opgenomen in de Zweedse adel onder de naam Mårten Anckarhielm. 

## Biografie

### Nederlandse jaren
Maerten Thijssen was afkomstig uit Vlissingen en maakte deel uit van de Nederlandse vloot die onder Adrian Jansz Pater aan de Slag om Recife tegen de Spanjaarden. Na de dood van Pater tijdens de slag nam Thijssen het commando over. Hierbij wist hij met zijn schip De Zeventien Provinciën het Spaanse vice-admiraalschip in de grond te boren. Vanwege zijn optreden tijdens deze slag werd hij tot admiraal benoemd. Daarnaast benoemde de Admiraliteit van Zeeland hem na zijn terugkeer in 1634 tot equipage- en ammunitiemeester van Vlissingen.

### In Zweedse dienst
In 1643 kreeg Thijssen het commando over een Nederlandse vloot van 32 schepen die de Zweden moest ondersteunen in de Deens-Zweedse Oorlog. Deze vloot werd uitgerust door de Nederlands-Zweedse zakenman Louis de Geer. Na zijn vertrek uit Vlissingen slaagde Thijssen erin om 800 Zweedse soldaten bij Sylt aan boord te nemen. Hij moest vervolgens met de Deense schepen op 16 mei slag leveren en de Denen dwongen hem het Listerdiep weer in te zeilen. Thijssen keerde met zijn vloot terug naar Nederland en liet deze beter uitrusten om in juli van dat jaar weer uit te varen. Bij Göteborg versloeg hij een Noors eskader en kon zich vervolgens bij Kalmar met de Zweedse vloot verenigen.
Op 10 september 1644 benoemde koningin Christina I van Zweden hem tot admiraal en werd hij een kleine week later, op 16 september, in de Zweedse adel opgenomen en nam Thijssen de naam Anckarhielm aan. Hij nam op 23 oktober deel aan de Zeeslag bij Fehmarn waarbij de Deense vloot verslagen werd en een maand later wist hij Göteborg te ontzetten. Kort daarop vertrok hij voor korte tijd met zijn vloot naar Nederland.
Voor de vloot moest terugkeren naar Nederland namen Thijssen en zijn viceadmiraal, Hendrik Gerritsen, dienst bij de Zweedse marine. Vanwege zijn kennis ten aanzien van zeevaart, navigatie en scheepsbouw werd Thijssen hogelijk gewaardeerd door ze Zweedse admiraliteit. Deze stelde hem in 1645 aan als viceadmiraal van het nieuwe Göteborg eskader. Thijssen wist vervolgens 27 Nederlandse marineofficieren te verleiden tot een overstap naar de Zweedse marine.
In 1646-1647 escorteerde Thijssen de Zweedse handelsvloot naar Portugal. Na zijn terugkeer In Zweden hervatte hij zijn positie in Göteborg. Kort voor het uitbreken van een nieuwe oorlog tussen Denemarken en Zweden overleed Thijssen.